# Sultan Ahmad ibn Abu Said
Sultan Ahmad ibn Abu Said o Sultan Ahmad Mirza (1451-1494) fou príncep timúrida de Samarcanda del 1469 al 1494. Va succeir al seu pare Abu Saïd que havia estat fet presoner pels ak koyunlu (fou executat el 5 de febrer de 1469) i encara que de fet ja governava des de la sortida del seu pare cap a l'Azerbaidjan vers febrer de 1468 no es va proclamar sultà fins a la mort d'Abu Saïd.
Durant el seu govern va lluitar contra els aq qoyunlu i va intentar conquerir Herat que havia quedat en mans de Husayn Baykara. Sultan Ahmad va marxar des de Samarcanda decidit a reconquerir Herat, però després d'una entrevista amb el seu germà Sultan Mahmud Mirza (que ja havia hagut d'abandonar Herat), es va retirar. Mentre Uzun Hasan dels aq qoyunlu, va enviar al seu vassall, el príncep timúrida Yadgar o Yadigar Muhammad a conquerir Khurasan. Husayn va derrotar a Yadigar a la batalla de Chinaran (15 de setembre de 1469), però el derrotat va rebre reforços; Uzun Hasan va exigir a Husayn l'entrega d'alguns oficials aq qoyunlu que havien desertat cap a Herat, però el sobirà s'hi va negar. Yadigar va romandre al Khurasan i progressivament les desercions van minar l'esperit de les forces de Husayn que va acabar fugint d'Herat, que fou ocupada per Yadigar Muhammad el 7 de juliol de 1470. Sultan Ahmad va decidir aprofitar llavors per recuperar Herat i va avançar cap aquesta ciutat. Però Husayn Baykara va reunir noves forces i al cap de sis setmanes es va presentar al Khurasan i va derrotar les forces del sultà de Samarcanda que avançaven cap al Khurasan, i va enfrontar a Yadigar al que va fer presoner i va executar. El 1470 Sultan Mahmud Mirza d'Hisor i Umar Shaykh Mirza de Andijan (Fergana) es van aliar per atacar Samarcanda però per mediació d'un cap religiós es va fer la pau. El 1471 el hakim de Balkh, Ahmad Mushtak (o Mushtaq), conegut com a Khoja Ahrar, es va revoltar i Sultan Ahmad li va donar suport enviant-li tropes (Mahmud hi va anar en persona). Husayn Baykara va assetjar Balkh quatre mesos però no la va poder ocupar.
Ahmad va arribar a dominar a Taixkent, Sayram, Khudjand i Ura-tübe però va estar controlat per un beg o amir (un cap militar). Segons el Babernama deuria tenir una preeminencia, ja que diu que cada província dels seus estat tenia un governador que gaudia d'àmplia independència. El seu germà Sultan Ali Mirza (assassinat el 1500 per Shaybani Khan) governava a Bukharà; la vall de Fergana amb Andijan, Marghilan, Osh, Khudjand, Isfara, Akhsi i Kasan, pertanyien a Umar Shaykh Mirza; Sultan Mahmud Mirza governava a Hisor i Tirmidh o Termez; Abu Bakr Mirza al Badakhxan, Kunduz, Khuttalan i Caghaniyan; i Taixkent i la seva regió va acabar en mans dels kans de Moghulistan (vers 1485). Samarcanda i Bukharà eren la seva herència paterna i després va adquirir (no s'explica com) Taixkent i Sayram que al cap de poc temps va cedir al seu germà Umar Shaykh Mirza, després que Abd al-Kadus Dughlat va matar a Shaykh Jamal Arghun; Khujand i Ura-Tepe van estar també temporalment en el seu poder.
Baber diu que va lliurar quatre grans batalles: primer contra Nimat Arghun, germà del xeic turcman Jamal Arghun, a Aqar-tuzi, prop de Zamin, en què va obtenir la victòria; la segona fou contra Umar Shaykh Mirza a Khwas en què també va vèncer; la tercera fou contra Mahmud Khan a la riba del Chir prop de Taixkent (1469) que fou només un enfrontament entre bandes de saquejadors; i la quarta contra el cap moghul Haidar Kukuldash (Mughul), prop de Yar-yilaq, on també va triomfar
El 1494, amb suport de Mahmud Khan de Mogulistan, va atacar la vall de Fergana. Umar Shaykh Mirza va morir en accident el 8 de juny de 1494 i Ahmad va ocupar Ura-Tepe, Khujand i Marghinan, arribant a Qaba a uns 25 km d'Andijan, on es va aturar; Darwish Gaw, un dels notables d'Andijan, fou executat el que va fer sotmetre els altres. Mahmud Khan va atacar al mateix temps Akhsi on es va trobar amb forta resistència i finalment va girar cua. Alguns obstacles naturals i la resistència ferotge dels camperols de la regió d'Andijan organitzats en guerrilles, van fer retirar també a Ahmad. A les dues o tres jornades de camí de retorn es va posar malalt; va arribar a Aq Su prop d'Ura-Tepe, on va morir (meitat de juliol de 1494), quan tenia 44 anys.
Estava casat tres vegades: amb Habiba Sultan Begum (filla d'un germà de Sultan Husayn Arghun) de la que va tenir un fill mort a la infantesa; amb Qataq Begum de la qual va tenir un altre fill -Baba Khan- mort també a la infantesa a mans dels uzbeks; i amb Mihr Nigar Khanum (filla de Yunas Khan). De Qataq Begum va tenir quatre filles: Rabia Sultan Begum casada amb Mahmud Khan i més tard amb l'uzbek shibànida Janibeg Sultan; Saliha Sultan (Saliqa Begum) casada el 1495, ja mort el pare, amb Masud Sultan Mirza, fill del seu oncle Sultan Mahmud Mirza; Ayisha Sultan Begum, que fou concubina de Baber durant el seu exili del 1500 que li va donar una filla, morta al cap de poc (i la mateixa Ayisha morta per instigació d'un altra dona de Baber); i Sultanim Begum, esposa del seu oncle Ali Sultan Mirza i després de Timur Sultan (fill de Shaybani Khan) i encara més tard de l'uzbek Mahdi Sultan. De Habiba Sultan Begum Arghun va tenir a Masuma Sultan Begum que fou esposa de Baber (1507) i li va donar una filla; va morir en el part i la filla va rebre el nom de la mare.
També va tenir altres concubines entre les quals: Tarkhan Begum dels Tarkhans, germanastre de Qatar Begum; Khanzada Begum, dels kans de Tirmiz; Latif Begum filla d'Ahmad Hajji Beg Dulddi (Barlas), casada (després de segones després de la mort d'Ahmad) amb Sultan Hamza amb el que va tenir tres fills
El va succeir el seu germà Sultan Mahmud Mirza, que governava a Hisor, Termez, Badakhxan, Kunduz, Khuttalan i Caghaniyan (els primers foren territoris assignats el 1459 pel seu pare mentre que Badakhshan, Kunduz, Khuttalan i Caghaniyan havien estat concedits el 1460 a un altre germà de nom Abu Bakr Mirza, a la mort del qual el 1479, van passar a Mahmud), bé perquè els fills havien mort o bé perquè eren massa joves; el cert és que Mahmud es va presentar a Samarcanda i la va governar durant uns sis mesos.